# Belarussische Fußballnationalmannschaft (U-19-Junioren)
Die belarussische Fußballnationalmannschaft der U-19-Junioren ist die Auswahl belarussischer Fußballspieler der Altersklasse U19. Sie repräsentiert die Belaruskaja Federazyja Futbola auf internationaler Ebene, beispielsweise in Freundschaftsspielen gegen die Auswahlmannschaften anderer nationaler Verbände, aber auch bei der seit 2002 in dieser Altersklasse ausgetragenen Europameisterschaft.

## Teilnahme an U-19-Europameisterschaften
- 2002: nicht qualifiziert (in der 1. Runde gescheitert)
- 2003: nicht qualifiziert (in der 1. Runde gescheitert)
- 2004: nicht qualifiziert (in der Eliterunde gescheitert)
- 2005: nicht qualifiziert (in der 1. Runde gescheitert)
- 2006: nicht qualifiziert (in der Eliterunde gescheitert)
- 2007: nicht qualifiziert (als drittschlechtester Gruppendritter die Eliterunde verpasst)
- 2008: nicht qualifiziert (in der Eliterunde gescheitert)
- 2009: nicht qualifiziert (in der Eliterunde gescheitert)
- 2010: nicht qualifiziert (in der 1. Runde gescheitert)
- 2011: nicht qualifiziert (in der Eliterunde gescheitert)
- 2012: nicht qualifiziert (in der 1. Runde gescheitert)
- 2013: nicht qualifiziert (als viertbester Gruppendritter die Eliterunde verpasst)
- 2014: nicht qualifiziert (in der 1. Runde gescheitert)
- 2015: nicht qualifiziert (als fünftbester Gruppendritter die Eliterunde verpasst)
- 2016: nicht qualifiziert (als viertbester Gruppendritter die Eliterunde verpasst)
- 2017: nicht qualifiziert (in der Eliterunde gescheitert)
- 2018: nicht qualifiziert (in der 1. Runde gescheitert)
- 2019: nicht qualifiziert (in der 1. Runde gescheitert)
- 2020: nicht qualifiziert / Turnier abgesagt (als fünftbester Gruppendritter die Eliterunde verpasst)
- 2022: nicht qualifiziert  (als zweitbester Gruppendritter die Eliterunde verpasst)

| Bilanz     | Bilanz | Bilanz | Bilanz | Bilanz      | Bilanz | Bilanz    | Bilanz       |
| Runde      | Spiele | Siege  | Remis  | Niederlagen | Tore   | Gegentore | Tordifferenz |
| ---------- | ------ | ------ | ------ | ----------- | ------ | --------- | ------------ |
| 1. Runde   | 60     | 17     | 15     | 28          | 72     | 104       | −32          |
| Eliterunde | 18     | 02     | 05     | 11          | 10     | 038       | −28          |
| Gesamt     | 78     | 19     | 20     | 39          | 82     | 142       | −60          |